# Manuel Álvarez Rábago
Manuel Álvarez Rábago (14. august 1883 – 25. februar 1966) var en mexicansk general og deltager i den mexicanske revolution.
| Militær | Spire Denne artikel om militær er en spire som bør udbygges. Du er velkommen til at hjælpe Wikipedia ved at udvide den. |